# Fransk bulldog
Fransk bulldog er en hunderace der stammer fra England, og derefter blev meget populær i Frankrig.

## Oprindelsesland og historie
Den franske bulldog stammer øjensynlig fra Frankrig. Ophavet til den franske bulldog skal findes i Peru. Efter Amerikas opdagelse tog spanierne chincha-bulldoggen med sig hjem, hvor der blev avlet videre på racen. Forskere mener, at afkommet var havnet i Frankrig, men dette vides ikke med sikkerhed. Den første stambogsføring af racen fandt sted i 1885. 
I midten af 19. århundrede udvandrede mange arbejdere fra den engelske by Nottingham til Frankrig. Med sig havde de deres bulldogger, der stammede fra den engelske bulldog. Den medbragte bulldog-race var mindre end den engelske bulldog. 
Den nye bulldog race med sine 'flagermusører' blev hurtigt populær i Paris. Fra at være hund alene hos arbejderklassen og hos slagterne i Paris blev den franske bulldog populær blandt de højere sociale lag. Kongehuse, herunder Det danske kongehus, vides at have fransk bulldog.

## Fysiske kendetegn
Skulderhøjden er ca. 30 cm, og hunden kan veje mellem 8-14 kg, hvor hannen som regel vejer mest. Pelsen er kort og kan have farverne mørk brindlet, sort med hvide aftegninger, broget eller fawn. Kroppen er kompakt og muskuløs, mens ørerne er store og opretstående. 

## Karakter
Den franske bulldog går for at være en intelligent, meget hengiven og venlig hund, som er tolerant over for børn. Hunden er meget legelysten, livlig, følsom og somme tider overstadig og stædig. Den holder meget af at være en del af familien og er følsom overfor isolation. Er velegnet som familiehund. Den franske bulldog har desuden tendens til at have masser af gåpåmod, og selvom den er en lille hund har den en til tider meget direkte facon at antaste andre hunde på. Det kan føre til konflikter hvis man som ejer af en fransk bulldog ikke husker at være opmærksom på dette. 